# Ophiuche divergens
Ophiuche divergens är en fjärilsart som beskrevs av Druce 1901. Ophiuche divergens ingår i släktet Ophiuche och familjen nattflyn. Inga underarter finns listade i Catalogue of Life.